# Guayape
Guayape est une municipalité du Honduras, située dans le département d'Olancho. La municipalité comprend 15 villages et 84 hameaux.

## Crédit d'auteurs
- (en) Cet article est partiellement ou en totalité issu de l’article de Wikipédia en anglais intitulé « Guayape » (voir la liste des auteurs).